# Џоли (Тексас)
Џоли (енгл. Jolly) град је у америчкој савезној држави Тексас. По попису становништва из 2010. у њему је живело 172 становника.

## Демографија
Према попису становништва из 2010. у граду је живело 172 становника, што је 16 (8,5%) становника мање него 2000. године.
| Група             | 2000.       | 2010.       |
| Белци             | 187 (99,5%) | 169 (98,3%) |
| Афроамериканци    | 0 (0,0%)    | 0 (0,0%)    |
| Азијати           | 0 (0,0%)    | 1 (0,6%)    |
| Хиспаноамериканци | 0 (0,0%)    | 0 (0,0%)    |
| Укупно            | 188         | 172         |